# Irmandade Nacionalista Galega
A Irmandade Nacionalista Galega foi uma organização galeguista dirigida por Vicente Risco. Partidária da acção cultural e contraria à participação eleitoral do galeguismo.

## História
Cisão das Irmandades da Fala logo da IV Assembleia Nacionalista de 1922. Em 1923 tinha 16 delegações, mas no principal foco do galeguismo, A Corunha a ING não conseguíu criar um núcleo numeroso: a secção local dirigida por Antón Villar Ponte não superou os 10 afiliados.
Celebra a V Assembléia Nacionalista na Corunha en 1923.
Durante a Ditadura de Primo de Rivera só se manteve a Irmandade de Ourense, e em 1929, une-se de volta às Irmandades da Fala.